# Дунавска улица (Нови Сад)
Дунавска улица је једна од најпознатијих улица у Новом Саду. Поред улице Златна греда, Дунавска улица је најстарија у граду. Налази се у центру града и заузима простор између Змај Јовине улице и Београдског кеја, односно Дунава по којем и носи име.
Улица је као путни правац између центра града и дунавске обале настала у првим годинама 18. века, непосредно по оснивању Рацког насеља окупљеног око Мостобрана. Представљала је главну саобраћајну везу града са Дунавом што је одредило и њен друштвени, историјски и културни значај.
У времену свог постанка улица је била окружена нездравим мочварама. Настала је на насипу између две баре. Почетком 18. века граде се прве куће и улица добија свој лик. На картама је тада била уписана као Петроварадинска улица јер је водила до понтона и Петроварадина преко реке. Због многобројних бара које су окруживале суву „греду“ по којој су грађене куће, једно време је улица била прекривена бројним дрвеним мостићима, те је на многим градским мапама с почетка 18. века била уписивана и под именом Auf den Brucken, односно Улица на ћупријама - мосту. Јачањем економске моћи грађанства ничу прве зграде од чврстог материјала и улица полако, до краја 18. века, задобија свој прави лик. Тада добија своје коначно име Дунавска улица (сокак), односно Donau–Gasse, (немачки назив) Duna utca (мађарски назив). 
У годинама пред буну из Дунавске улице су склоњене поменуте дрвене колибе и на њиховом месту се гради гостионица „Код енглеске краљице“ (место данашњег Музеја Војводине) где се свирала војна музика. Године 1845. уводе се први фијакери за јавни превоз а почетна станица налазила се код поменуте гостионице. Годину дана касније могли су се видети и први вучни фијакери на петролејски погон.
Развој и изградња улице су прекинути бомбардовањем 1849. године када је улица скоро потпуно сравњена са земљом. Међутим, веома брзо следи опоравак улице и тада у њој ничу репрезентативне палате грађене у тада савременим европским стиловима. Биле су то углавном куће великих трговаца са бројним «шпецерајским» радњама, гостионама и књижарама. Плацеви у Дунавској улици су били најскупљи у граду, тако да је привилегију становања у променади имала само најимућнија градска господа.
Данас је Дунавска улица је једно од најомиљенијих шеталишта у Новом Саду. У близини су Дунавски парк, Команда гарнизона, Музеј Војводине и Историјски музеј. Брзо се може стићи до самог Дунава или изаћи на Булевар Михајла Пупина. Ту су такође зграда Официрског дома и многобројне вишеспратнице подизане у необарокном стилу.
Овде се налазе споменици културе Кућа у Дунавској улици бр. 1 у Новом Саду (Зграда градске библиотеке), Кућа у Дунавској улици бр. 6 у Новом Саду, Кућа у Дунавској улици бр. 7 у Новом Саду, Кућа у Дунавској улици бр. 18 у Новом Саду и Кућа у Дунавској улици бр. 20 у Новом Саду.